# Bigend Saddle
Der Bigend Saddle ist ein verschneiter Gebirgspass in der antarktischen Ross Dependency. Im nördlichen Teil der Herbert Range des Königin-Maud-Gebirges liegt er zwischen der Südwestseite des Mount Betty und einem Felssporn, der sich vom Mount Cohen in westlicher Richtung erstreckt.
Der Gebirgspass wurde erstmals im Dezember 1929 von der Mannschaft um den US-amerikanischen Geologen Laurence McKinley Gould (1896–1995) bei der ersten Antarktisexpedition (1928–1930) begangen. Die Südgruppe der New Zealand Geological Survey Antarctic Expedition (1963–1964) benannte ihn so, da sie hier einen ihrer motorgetriebenen Tobogganschlitten mit einem gebrochenen Pleuellager (englisch bigend baring) zurücklassen musste.